# Hugenotský kříž

Hugenotský kříž

Hugenotský kříž (francouzsky croix huguenote) je speciálně vytvořený kříž, který vznikl v jižní Francii mezi francouzskými hugenoty. Mezi francouzskými protestanty je stále rozšířený, obvykle se nosí jako přívěsek na řetízku.

## Historie
Původ hugenotského kříže není zcela osvětlen. Jisté je to, že kříž tohoto tvaru vytvořil zlatník jménem Maystre v Nîmes kolem roku 1688, po odvolání nantského ediktu.

## Vzhled
Jeho tvar vychází z maltézského kříže. Čtyři čtyřúhelníky ramen kříže (které také odpovídají čtyřem evangeliím) jsou zakončeny dvěma malými kuličkami, které odkazují na osm blahoslavenství z Bible (Mt 5, 3-10 (Kral, ČEP) / Kázání na hoře). Nicméně v tradici jsou kuličky také považovány za symboly slz prolitých během pronásledování.
Volný prostor mezi rameny kříže vyplňují čtyři lilie, symbol Bourbonů. Ukazují pouto hugenotů s jejich vlastí. Protože se však všechny čtyři květy skládají ze tří listů, jsou také symbolem dvanácti apoštolů.
Ke kříži byl brzy po jeho vzniku přidán přívěsek. Používá se buď předmět ve tvaru kapky, nebo holubice na zlatém kroužku. Holubice letící dolů symbolizuje Ducha svatého.
Předmět ve tvaru kapky se označuje jako tisson (tj. "palička") a je interpretován tak, že reformace ve Francii byla drcena jako sůl v hmoždíři, aniž by ztratila chuť (podle Mt 5, 13 (Kral, ČEP)). Na druhou stranu to lze vidět i jako „jazyky ohně“, symbol vylití Ducha svatého (Sk 2, 1-13 (Kral, ČEP) / Letnice), což by odpovídalo holubici. Obvykle se označuje jako la larme, tedy „slza“, což zase připomíná slzy prolévané v době náboženských válek.

## Kříž v heraldice
Hugenotský kříž se vyskytuje rovněž v heraldice, ale jen zřídka se nachází přímo ve štítu nebo poli. Obecně se jedná o kombinaci maltézského kříže s perlou na křížových hrotech a čtyř lilií mezi rameny kříže. Pod křížem mezi dvěma křížovými hroty visí dolů letící holubice. Heraldická tinktura je převážně stříbrná nebo zlatá.